# Jakob ben Moses haLevi Molin
Rabbi Yaakov haLevi Moelin, auch Jacob ben Moses Mölin haLevi, (יעקב בן משה מולין; geboren wahrscheinlich 1375 in Mainz; gestorben am 14. September 1427 in Worms) war ein Talmudist und Posek (halachische Autorität). Er ist bekannt durch die Kodifizierung der rituellen Gebräuche der Aschkenasim, die er im Sefer Minhagim zusammenfasste. Das hebräische Akronym seines Namens MaHaRIL – „Unser Lehrer, Rabbi Yaakov (Ha)Levi“ – ist weit bekannt, weitere Alternativnamen sind Mahari Segal oder Mahari Moelin. Maharils Minhagim waren eine Gesetzesquelle für HaMapah, Moses Isserles’ Bestandteil des Schulchan Aruch. Maharil gilt als einer der herausragenden jüdischen Gelehrten am Ausgang des Mittelalters. Die ihm zugeschriebenen Werke werden bis heute nachgedruckt und konsultiert.

## Leben

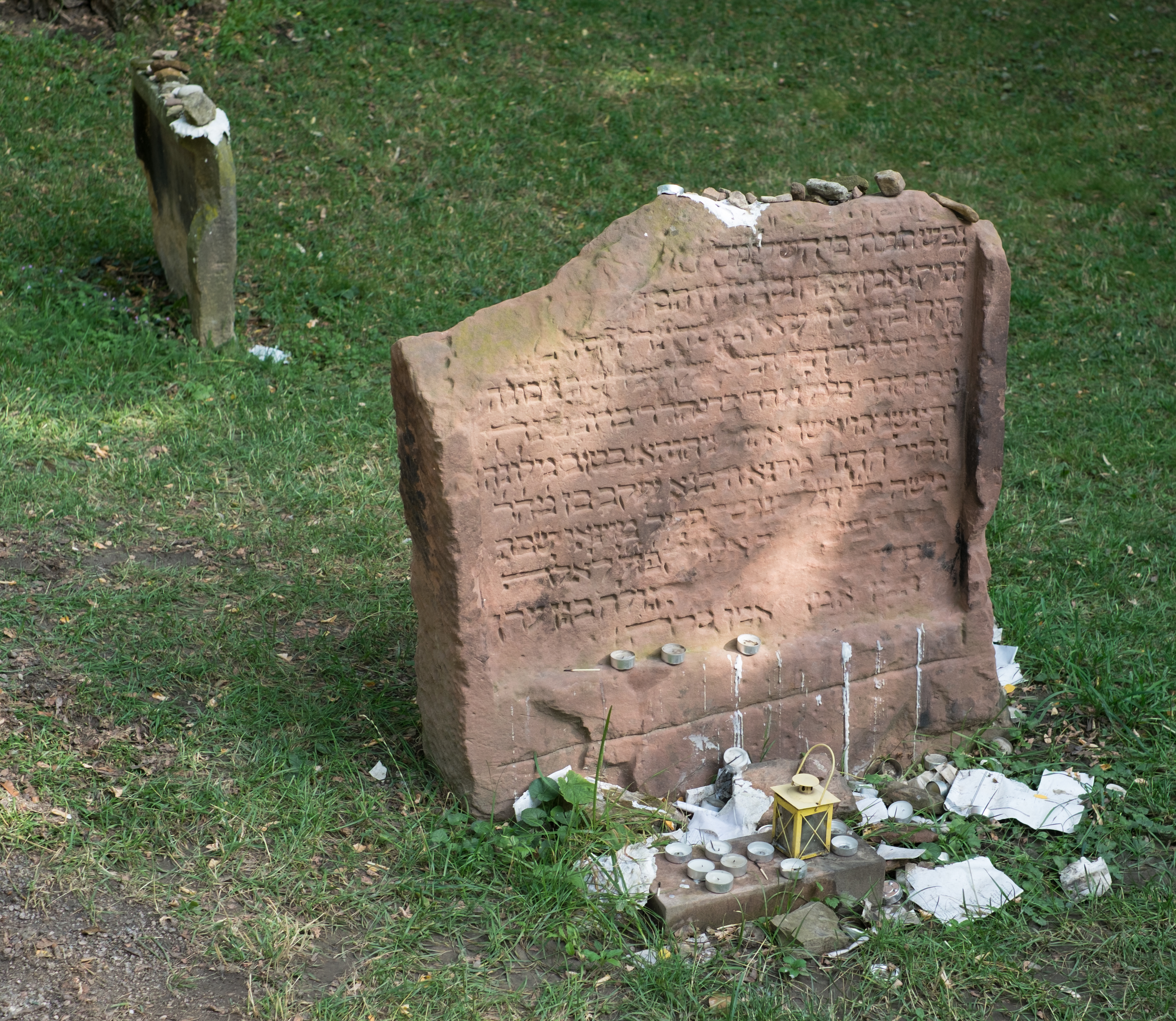
Mazewa von Jakob ben Moses haLevi Molin, Heiliger Sand, Worms

Maharil war der Sohn des Rabbi Mosche Levi Moelin und ein Schüler von Rabbi Schalom aus Wiener Neustadt. Er erwarb seine Reputation – trotz seiner Jugend – durch Talmudstudien und Frömmigkeit. Er war Rosh der Mainzer Jeschiwa, wo sein bekanntester Schüler Jakob Weil (Mahariv) war. Maharil überlebte die Zeit der Hussitenverfolgungen, die auch die Juden am Rhein betrafen (siehe: Geschichte der Juden in Deutschland im Mittelalter). Maharil spielte eine wichtige Rolle beim Wiederaufbau des jüdischen Lebens am Rhein. Sein Grab befindet sich im Rabbinental des Heiligen Sandes in Worms.

## Werk
Maharils bekanntestes Werk, das Sefer Minhagim (Buch der Bräuche), ist auch bekannt unter Minhagei Maharil oder Sefer ha-MaHaRIL. Es enthält eine detaillierte Beschreibung jüdischer Lebensweisen und Riten aus dem religiösen wie auch dem häuslichen Umfeld und vermittelt eine verbindliche Abgrenzung der aschkenasischen Sitten, womit es dazu beigetragen hat, die Einheit des Judentums über die kulturellen Grenzen hinweg zu bewahren. Weiterhin enthält es Rechtsentscheide, Predigten und Textkommentare. Er legte die Gottesdienstordnungen der deutschen Gemeinden fest, förderte das Torastudium und bestimmte: Mainz muss Mainz bleiben. Die liturgischen Gesänge der Heiligen Gemeinde Magenza sind unveränderbar.
Im Jahr 1556 wurde es erstmals mit zahlreichen Zusätzen in Sabbioneta durch Maharils Schüler Zalman von Sankt Goar publiziert. Es beeinflusste die Religions-, Kultur- und Sozialgeschichte der aschkenasischen Juden maßgeblich. Mosche Isserles zitiert Maharil regelmäßig im Schulchan Aruch, der von mehreren Rabbinergenerationen überarbeiteten Zusammenfassung religiöser Vorschriften.
Im Werk Maharils kommt die besondere Verbindung zu seiner Heimatstadt Magenza, dem jüdischen Mainz, zum Ausdruck, da er immer wieder von „unserer Stadt“ schreibt und sich auf Personen und Bräuche im Mainz des ausgehenden Mittelalters bezieht.
Teilweise wird Maharil mit dem Verfasser einer Handschrift des 14. Jahrhunderts identifiziert, der als Abraham von Worms bekannt ist.

## Ausgaben
- Yitzhak Satz: New Responsa of Rabbi Yaacov Molin – Maharil (hebr.). Mifʿāl Tôrat Haḵmê Aškĕnaz, Jerusalem 1977 (Nachdruck 1990/91)
- Yitzhak Satz: Responsa of Rabbi Yaacov Molin – Maharil. Revised and Corrected with Additions according to Previous Editions and Various Manuscripts with Introduction, References Notes, and Commentaries (hebr.). Mifʿāl Tôrat Haḵmê Aškĕnaz, Jerusalem 1979 (Nachdruck 1990/91)